# Justyna Wilk
Justyna Wilk (née Ordak le 8 février 1984 à Gdańsk) est une ancienne joueuse de volley-ball polonaise. Elle mesure 1,76 m et jouait au poste de passeuse. 

## Clubs
| Club                       | De        | À         |
| -------------------------- | --------- | --------- |
| Gedania Gdańsk             | 1993-1994 | 2005-2006 |
| AZS AWF Poznań             | 2006-2007 | 2007-2008 |
| KPSK Stal Mielec           | 2008-2009 | 2009-2010 |
| Mosir/Sokół Silesia Volley | 2010-2011 | 2010-2011 |
| AZS UEK Kraków             | 2011-2012 | 2011-2012 |
| Jedynka Aleksandrów Łódzki | 2012-2013 | 2012-2013 |

## Palmarès
- Championnat d'Europe des moins de 18 ans
  - Finaliste : 2001
- Championnat d'Europe des moins de 20 ans
  - Vainqueur : 2002